# Petrus Augustus de Génestet
Petrus Augustus de Génestet (Amsterdam, 21 november 1829 – Rozendaal, 2 juli 1861) was een Nederlands dichter en theoloog.
Petrus Augustus de Génestet verloor zijn ouders op jeugdige leeftijd, waarna hij werd opgenomen in het gezin van zijn oom en voogd, de schilder Jan Adam Kruseman. Ook ontving hij enige tijd financiële steun van de schrijver Johannes Kneppelhout. Aan het Amsterdamse Atheneum en het Seminarium der Remonstrantse Broederschap vormde hij zich tot predikant. In december 1852 werd hij predikant te Delft, de stad waar ook nu nog de, naar hem vernoemde, Génestetkerk staat. In hetzelfde jaar trad hij te Bloemendaal in het huwelijk met Henriette Bienfait. Ze kregen samen vier kinderen.
In 1859 stierven zijn vrouw en een kind, beiden aan tbc en moest hij wegens zijn zwakke gezondheid ontslag nemen als predikant. Hij vestigde zich in Amsterdam, maar bracht de zomers grotendeels door in Bloemendaal. Reeds twee jaar later, in 1861, overleed hij te Rozendaal, ook aan de gevolgen van tuberculose.
Toen hij gestorven was, dichtte Bernard ter Haar de rouwzang "Op het Kerkhof te Roozendaal". Deze dichter werd er later zelf ook begraven, evenals Willem Hofdijk. Conrad Busken Huet was de spreker bij de onthulling van het gedenkteken van De Génestet in 1862.

## Werken

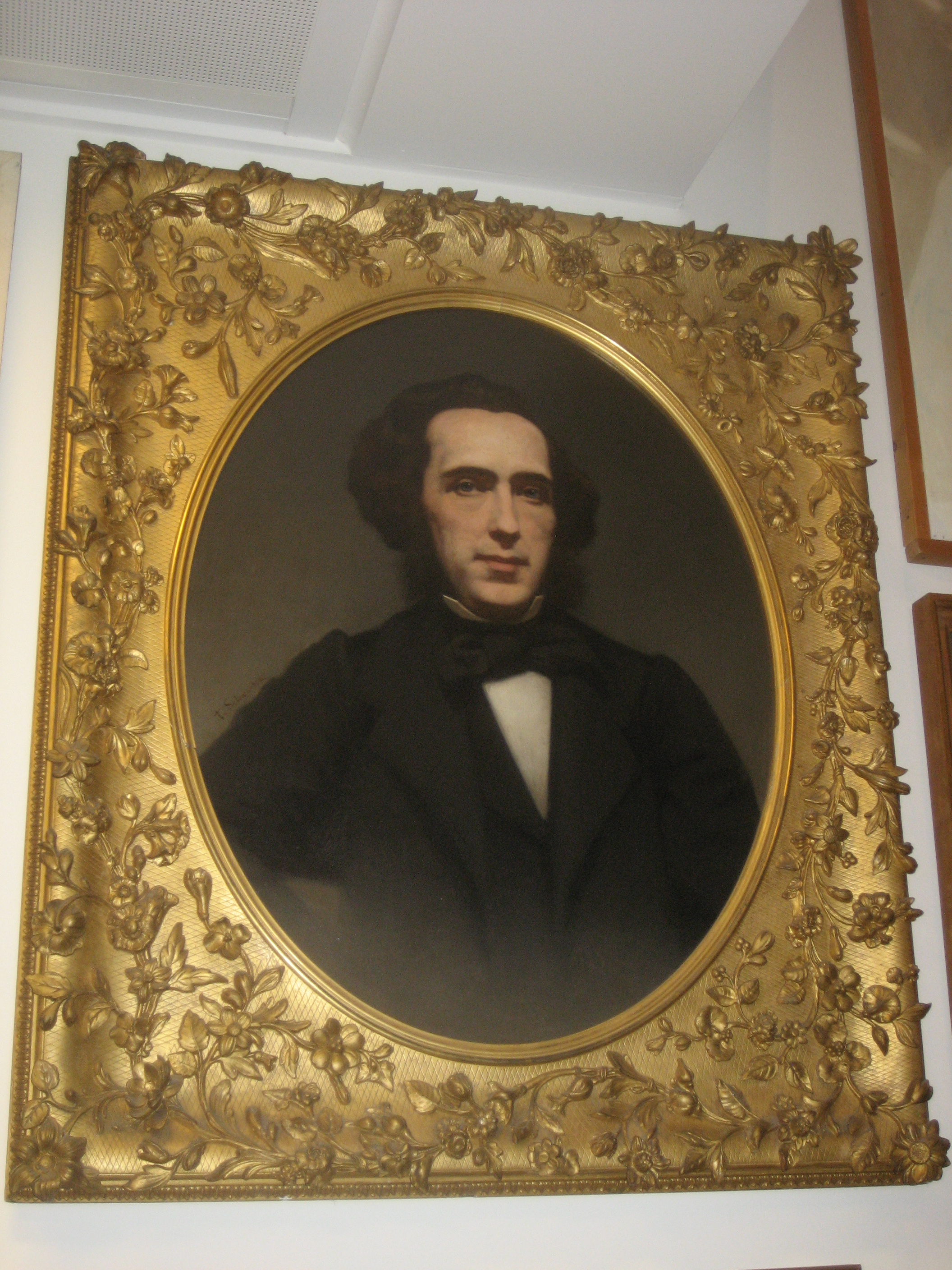
De Génestet (door Thérèse Schwartze)

De Génestet was populair, wat vooral te danken was aan zijn humoristische en ontroerende gedichten die toegankelijk zijn voor een breed publiek. Maar ook godsdienst was een belangrijk thema in zijn gedichten. De Génestet was vrijzinnig-protestant, maar hij nam even scherp stelling tegen de oppervlakkige vrijzinnigheid als tegen de steile onverdraagzaamheid. Samen met Nicolaas Beets wordt hij gezien als een deel van de Nederlandse navolging van het Byronisme.
In zijn korte leven (De Génestet werd slechts 31 jaar) heeft hij maar een klein aantal gedichten geschreven. Deze werden na zijn dood gebundeld uitgeven onder de titel "Dichtwerken".
Twee voorbeelden van het werk van De Génestet:
SOORTEN.
Sprekers, hoorders, denkers, daders
Vindt ge in soorten rijp en groen.
Zeldzaam vindt ge wel verenigd
Spreken, hooren, denken, doen.
BLADVULLING.
Een bladvulling wilt gij gaan schrijven,
Hier voor dit slecht gevulde blad?...
Och ~ 'k zou het maar wit laten blijven!
Daar wordt genoeg papier beklad.
Peter de Génestet waagde zich ook aan vertalingen vanuit het Duits en Frans. Zijn 'Arme Visschers' is een vertaling uit het werk 'La Légende des Siècles' van Victor Hugo. Op het oude kerkhof bij de Brandaris van het vissersdorp West-Terschelling prijkt een strofe uit dit gedicht, over de gevaren van de zee:
O angst! Ook ziet, zij gaan en roepen langs de stranden
Den vloed toe: geef ze ons weer! en wringen droeve handen....
Maar golf aan golf bruist voort... geen antwoord op haar beê,
Dan de onbestemde klacht der rustelooze zee.